# スペースケンカ番長
『スペースケンカ番長』（スペースケンカばんちょう）は、宮村優子の2枚目のアルバム。1996年12月18日、ビクターエンタテインメントより発売。

## 解説
アニソン風オリジナル企画アルバム。
初のオリジナルだった『ケンカ番長』へのアンサー・アルバム。
当初は宮村の誕生日である12月4日発売の予定であったが、延期になり18日になった。

## 収録曲
| #   | タイトル                                                       | 作詞           | 作曲       | 編曲       |
| --- | -------------------------------------------------------------- | -------------- | ---------- | ---------- |
| 1.  | 「戦え！グレート・ガッツ・ファイター〜『根性戦隊ガッツマン』」 | みやむらゆうこ | 田中公平   | 田中公平   |
| 2.  | 「電光合体レゴーマー〜『電光合体レゴーマー』」                 | 大槻ケンヂ     | 田中公平   | 工藤隆     |
| 3.  | 「ダークシャドウのうた―D'ARC SHADOW― 〜『ダークシャドウ』」    | SHO AIKAWA     | 松澤浩明   | 工藤隆     |
| 4.  | 「あなたの窓辺に〜『魔法少女ミルキー☆ストロベリー』」          | 望月智充       | 山川恵津子 | 山川恵津子 |
| 5.  | 「星降る夜は〜『銀河の旅人（ストレンジャー）』」               | 青島雪男       | 関口和之   | 山本健司   |
| 6.  | 「おまけ：根性戦隊ガッツマン（亜細亜ヴァージョン）」           | 許少榮         | 田中公平   | 田中公平   |
| 7.  | 「戦え！グレート・ガッツ・ファイター」(オリジナルカラオケ)     |                |            |            |
| 8.  | 「電光合体レゴーマー」(オリジナルカラオケ)                     |                |            |            |
| 9.  | 「ダークシャドウのうた」(オリジナルカラオケ)                   |                |            |            |
| 10. | 「あなたの窓辺に」(オリジナルカラオケ)                         |                |            |            |